# Ecuadors damlandslag i fotboll
Ecuadors damlandslag i fotboll är det damlandslag i fotboll som representerar det sydamerikanska landet Ecuador. Laget styrs av Federación Ecuatoriana de Fútbol (svenska: Ecuadorianska fotbollsfederationen), och är medlem i Conmebol samt Fifa. 2015 kvalificerade de sig laget för första gången till ett världsmästerskap.

## Laguppställning
Följande spelare är uttagna till VM 2015.
| Nr | Pos. | Namn               | Födelsedatum (ålder) | Matcher | Mål |         | Klubb                  |
| -- | ---- | ------------------ | -------------------- | ------- | --- | ------- | ---------------------- |
| 1  | MV   | Shirley Berruz     | 6 januari 1991       | 25      | 0   | Ecuador | Rocafuerte Fútbol Club |
| 2  | F    | Katherine Ortíz    | 16 februari 1991     | 23      | 3   | Ecuador | Rocafuerte Fútbol Club |
| 3  | F    | Nancy Aguilar      | 6 juli 1985          | 46      | 0   | Ecuador | Atlético de Febrero    |
| 4  | F    | Merly Zambrano     | 7 december 1981      | 11      | 0   | Ecuador | Espuce                 |
| 5  | MF   | Mayra Olivera      | 22 augusti 1992      | 33      | 2   | Ecuador | Atlético de Febrero    |
| 6  | F    | Angie Ponce        | 14 juli 1996         | 28      | 4   | Ecuador | Talleres Emanuel       |
| 7  | F    | Ingrid Rodríguez   | 24 november 1991     | 34      | 6   | Ecuador | Unión Española         |
| 8  | MF   | Erika Vásquez      | 4 augusti 1992       | 32      | 3   | Ecuador | Unión Española         |
| 9  | A    | Giannina Lattanzio | 19 maj 1993          | 13      | 0   | Ecuador | Atlético de Febrero    |
| 10 | A    | Ámbar Torres       | 21 december 1994     | 23      | 10  | Ecuador | Talleres Emanuel       |
| 11 | A    | Mónica Quinteros   | 5 juli 1988          | 42      | 8   | Ecuador | Atlético de Febrero    |
| 12 | MV   | Irene Tobar        | 5 maj 1989           | 10      | 0   | Ecuador | Atlético de Febrero    |
| 13 | MF   | Madeleine Riera    | 7 augusti 1989       | 32      | 0   | Ecuador | Unión Española         |
| 14 | A    | Carina Caicedo     | 23 juli 1987         | 8       | 1   | Ecuador | Deportivo Quito        |
| 15 | MF   | Ana Palacios       | 16 februari 1991     | 30      | 0   | Ecuador | Rocafuerte Fútbol Club |
| 16 | F    | Ligia Moreira      | 19 mars 1992         | 44      | 3   | Ecuador | Atlético de Febrero    |
| 17 | MF   | Alexandra Salvador | 11 augusti 1995      | 13      | 0   | Ecuador | Universidad de Quito   |
| 18 | MF   | Adriana Barré      | 4 april 1995         | 23      | 0   | Ecuador | Galápagos S.C.         |
| 19 | MF   | Kerly Real         | 7 november 1998      | 24      | 2   | Ecuador | Espuce                 |
| 20 | A    | Denise Pesántes    | 14 januari 1988      | 32      | 3   | Ecuador | Galápagos S.C.         |
| 21 | MF   | Mabel Velarde      | 4 december 1988      | 13      | 0   | Ecuador | Deportivo Quito        |
| 22 | MV   | Andrea Vera        | 10 april 1993        | 2       | 0   | Ecuador | Universidad de Quito   |
| 23 | A    | Mariela Jácome     | 6 mars 1996          | 1       | 0   | Ecuador | Universidad de Quito   |